# Aseptis adnixa
Aseptis adnixa là một loài bướm đêm trong họ Noctuidae.